# باتريشيا ريتشاردسون
باتريشيا ريتشاردسون (بالإنجليزية: Patricia Richardson)‏ (و. 1951 – م) هي ممثلة، وممثلة تلفزيونية، وممثلة أفلام، من الولايات المتحدة الأمريكية، ولدت في بيثيسدا، ماريلاند.

## التعليم
تعلمت في جامعة ساوثرن ميثوديست.

## وصلات خارجية
- باتريشيا ريتشاردسون على موقع IMDb (الإنجليزية)
- باتريشيا ريتشاردسون على موقع ألو سيني (الفرنسية)
- باتريشيا ريتشاردسون على موقع أول موفي (الإنجليزية)
- باتريشيا ريتشاردسون على موقع قاعدة بيانات برودواي على الإنترنت (الإنجليزية)
- باتريشيا ريتشاردسون على موقع قاعدة بيانات الأفلام السويدية (السويدية)
- باتريشيا ريتشاردسون على موقع إن إن دي بي (الإنجليزية)
- باتريشيا ريتشاردسون على موقع قاعدة بيانات الفيلم (الإنجليزية)
- باتريشيا ريتشاردسون على موقع كينوبويسك (الروسية)